# Kleiner und Großer Katthagen

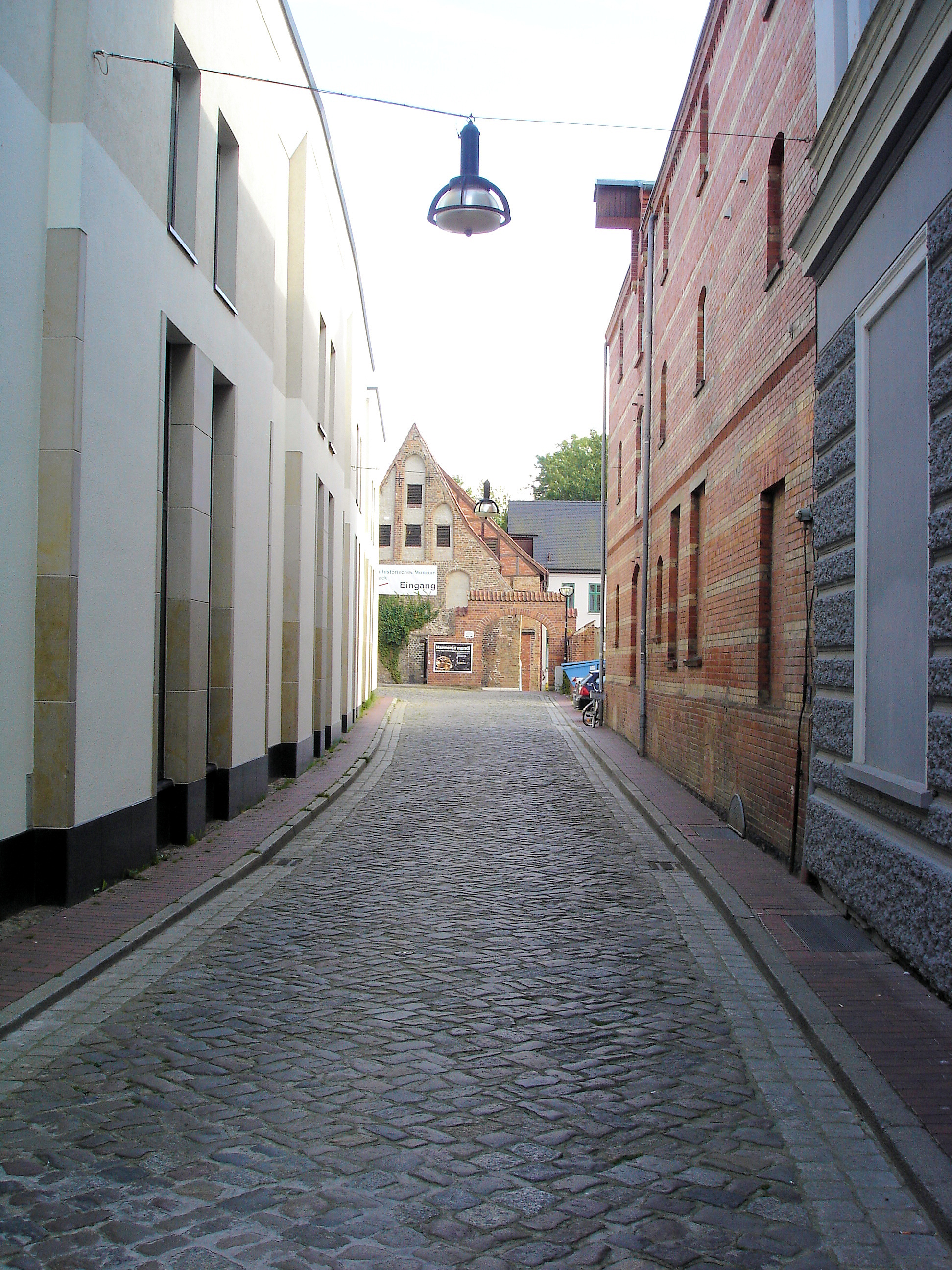
Kleiner Katthagen von der Kröpeliner Straße aus gesehen

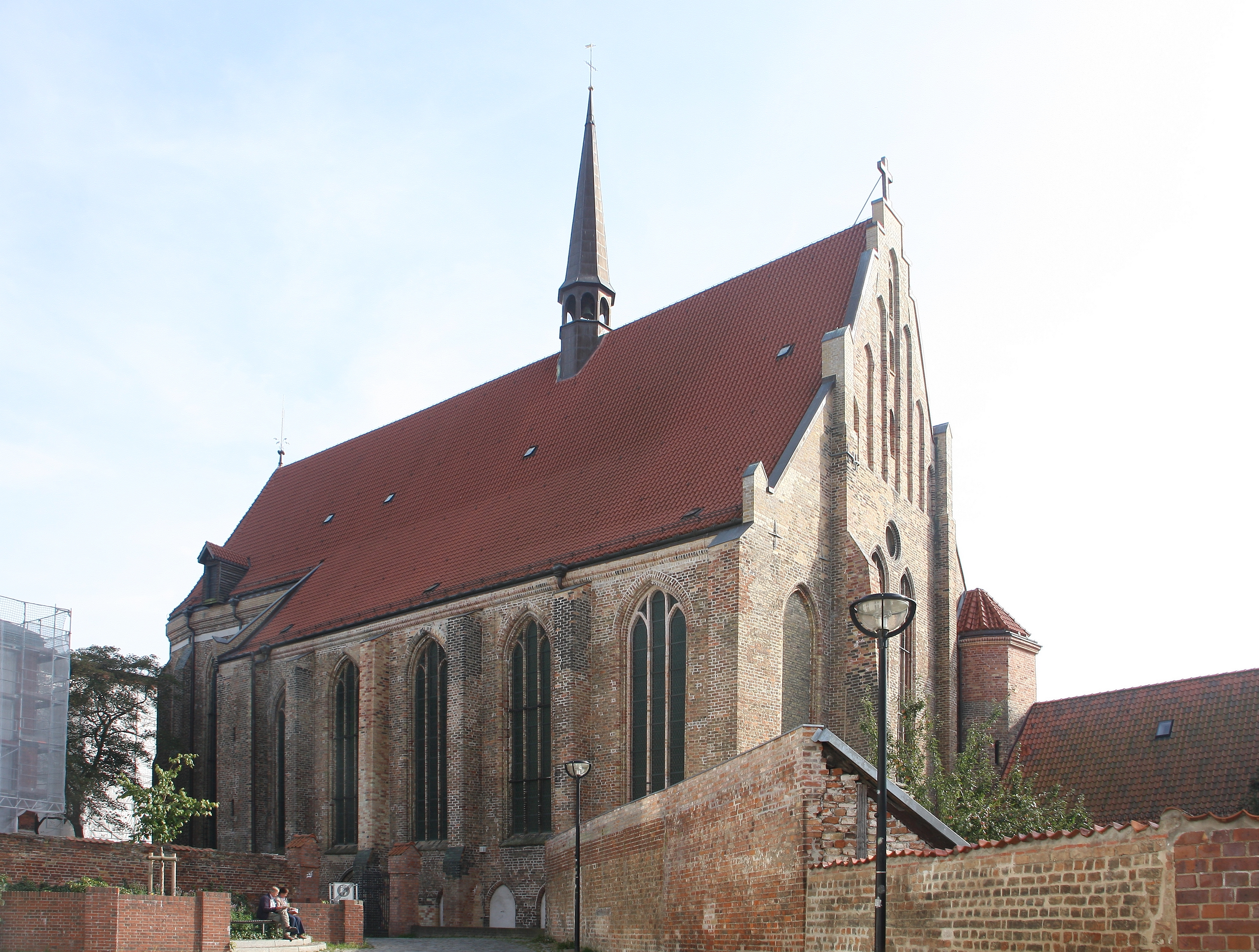
Kleiner Katthagen nach der Abbiegung am Kloster zum Heiligen Kreuz

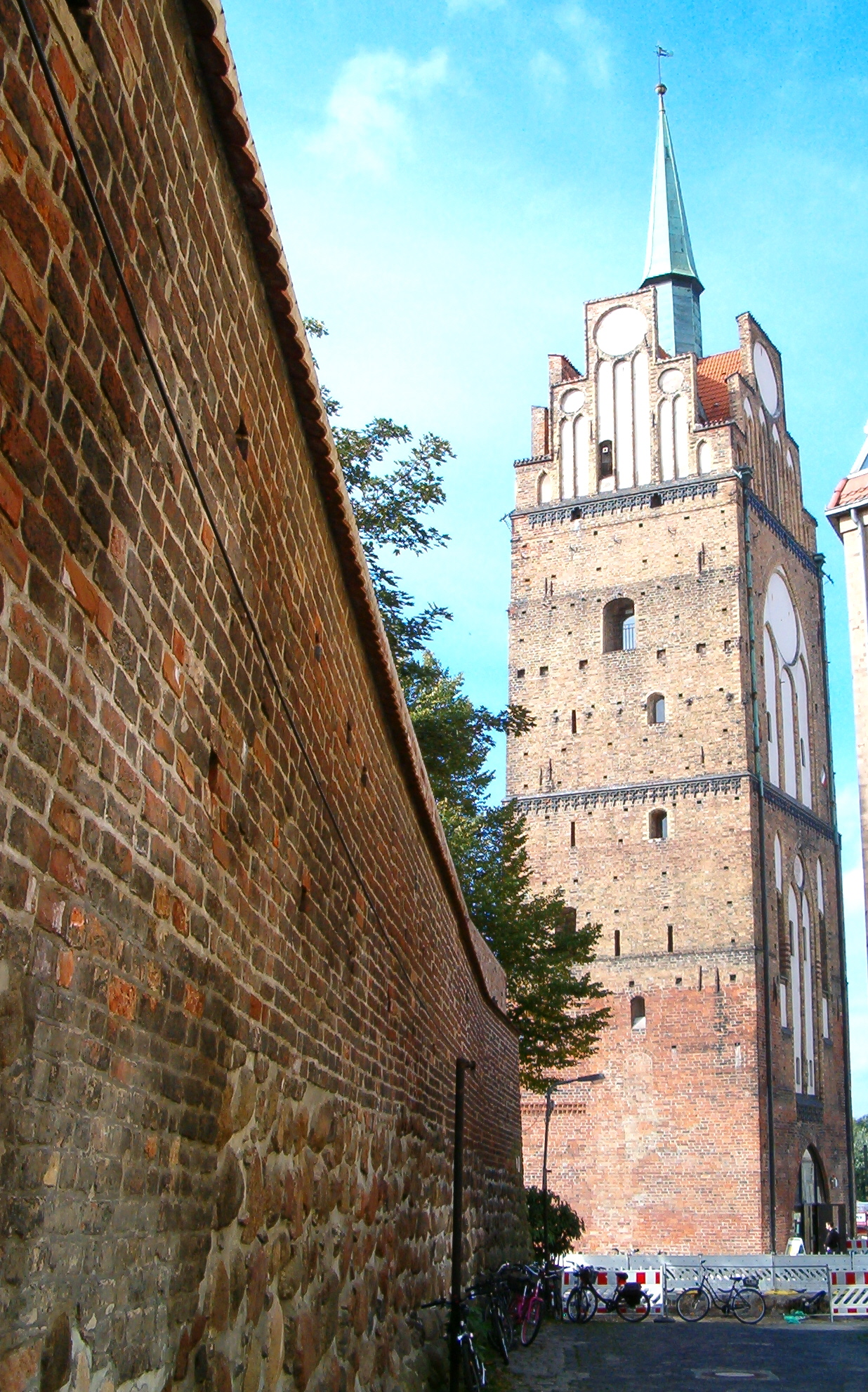
Großer Katthagen an der Stadtmauer mit Blick auf das Kröpeliner Tor

Der Große Katthagen und der Kleine Katthagen in Rostock sind zwei Straßen am südwestlichen Rand des historischen Stadtkerns der Hansestadt.
Beide Straßen wurden unter dem Namen Katthagen im Jahre 1594 zum ersten Mal bezeugt, bzw. es wurde in dem Jahr erstmals zwischen Großem und Kleinem Katthagen unterschieden. Die Deutung des Straßennamens ist unsicher. Das Grundwort -hagen könnte auf die abgelegene Lage beider Straßen hinweisen. Die namensgebenden Katten könnten Steinbrocken gewesen sein, die als Munition in den Katapulten der nahegelegenen südwestlichen Stadtmauer eingesetzt wurden. Beide Straßen sind Teile der einstigen Rostocker Neustadt. Sie wurden wegen ihrer peripheren Lage eher durch wirtschaftliche Nutzung geprägt und waren als Wohnort weniger bedeutend.
Während der Kleine Katthagen die Bombenangriffe vom Ende April 1942 unbeschadet überstand, nahm das von den beiden Abschnitten des Großen Katthagens umschlossene Areal einigen Schaden.
Die beiden kleinen Straßen zweigen südlich von der Kröpeliner Straße ab, verlaufen zunächst parallel und biegen dann als kleine Gassen in jeweils unterschiedliche Richtungen ab. Als enge Gassen und wegen ihrer Lage an der Rostocker Stadtmauer mit dem Kröpeliner Tor bzw. am Kloster zum Heiligen Kreuz stellen Großer und Kleiner Katthagen einen der malerischsten Winkel in der Rostocker Innenstadt dar.

## Großer Katthagen
Die westlichere der beiden Straßen ist der Große Katthagen. Sie zweigt gegenüber der Kuhstraße nach Süden ab, bis sie auf die Stadtmauer trifft. Dort knickt sie nordwestlich ab und verläuft als kleine Gasse unmittelbar hinter der Mauer in einem leichten Bogen zum Kröpeliner Tor.

## Kleiner Katthagen
Der Kleine Katthagen zweigt gegenüber der Apostelstraße von der Kröpeliner Straße in Richtung Süden ab und ändert dann seinen Verlauf nach Südosten. An der Biege sieht man den Giebel eines Wirtschaftsgebäudes des Klosters zum Heiligen Kreuz. Auf seinem südlichen Abschnitt führt der Kleine Katthagen an der ehemaligen Klosterkirche des Kreuzklosters, der heutigen Universitätskirche, vorbei und führt zum Klosterhof.